# کیم استائلنس
کیم استائلنس (هلندی: Kim Staelens؛ زادهٔ ۷ ژانویهٔ ۱۹۸۲) بازیکن تیم ملی والیبال زنان هلند است.